# كامبوس ساليس
الدكتور مانويل فيراز كامبوس ساليس (15 فبراير 1841 - 28 يونيو 1913) (البرتغالية:Campos Sales) محامي ومزارع بن وسياسي برازيلي. شغل منصب نائب مقاطعة لثلات مرات، وشغل منصب النائب العام لمرة واحدة. وتولى أيضا حقيبة وزارة العدل. ثم أصبح عضوا بمجلس الشيوخ وحاكما لولاية ساو باولو (1894-1897) وصل ذروة حياته السياسية بانتخابه رئيسا للبرازيل في 1898 واستمر رئيسا حتى 1902. شهدت فترة حكمه اعتماد اصلاحات مالية متقشفة من جانب الحكومة.